# Amtsgericht Stadtprozelten
Das Amtsgericht Stadtprozelten war ein von 1879 bis 1925 existierendes bayerisches Gericht der ordentlichen Gerichtsbarkeit mit Sitz im unterfränkischen Stadtprozelten.

## Geschichte
In Stadtprozelten bestand von 1814 bis 1829 und wieder ab 1853 ein bayerisches Landgericht älterer Ordnung.
Anlässlich der Einführung des Gerichtsverfassungsgesetzes am 1. Oktober 1879 wurde in Stadtprozelten ein Amtsgericht errichtet, dessen Sprengel aus den Gemeinden Breitenbrunn, Dorfprozelten, Faulbach, Fechenbach, Hasloch, Hasselberg, Neuenbuch, Oberaltenbuch, Reistenhausen, Schollbrunn, Stadtprozelten und Unteraltenbuch des vorherigen Landgerichtsbezirks Stadtprozelten sowie der vom Landgericht Klingenberg abgetrennten Gemeinde Wildensee gebildet wurde. Übergeordnete Instanz war das Landgericht Aschaffenburg.
Die Gemeinde Wildensee wurde bereits am 1. Juli 1883 an den Bezirk des Amtsgerichts Klingenberg abgegeben.
Mit Wirkung vom 1. Juli 1925 wurde das Amtsgericht Stadtprozelten aufgehoben und von dessen Bezirk Breitenbrunn, Dorfprozelten, Faulbach, Fechenbach, Neuenbuch, Oberaltenbuch, Reistenhausen, Stadtprozelten und Unteraltenbuch dem Amtsgericht Miltenberg, Hasloch, Hasselberg und Schollbrunn dagegen dem Amtsgericht Marktheidenfeld zugeteilt.